# Carlos Carús
Carlos Carús (né le 10 juillet 1930 à Veracruz au Mexique et mort en 1997) est un joueur de football mexicain, qui jouait au poste de milieu de terrain.

## Biographie

### Club
El monito commence à jouer en 1952 pour le club de l'Atlético de Veracruz, avant de rejoindre une année plus tard le Deportivo Toluca.
En 1962, il rejoint le club du Club Deportivo Tiburones Rojos de Veracruz avec qui il finit sa carrière deux ans plus tard.

### Sélection
Il évolue avec l'équipe du Mexique, et dispute la Coupe du monde 1954 en Suisse, en étant appelé par le sélectionneur espagnol Antonio López Herranz.